# 보언 양
보언 양(Bowen Yang, 楊伯文, 1990년 11월 6일 ~ )은 1990년 11월 6일에 태어난 미국의 배우, 코미디언, 팟캐스트 진행자이자 작가이다. 2018년 9월, NBC 스케치 코미디 프로그램 《새터데이 나이트 라이브》의 44번째 시즌을 앞두고 작가진으로 합류했으며, 1년 후 45번째 시즌에서는 출연진으로 승진했다. 2021년 《새터데이 나이트 라이브》의 준고정 출연자로는 최초로 프라임타임 에미상 후보에 오르며 역사를 만들었다. 47번째 시즌을 앞두고는 정규 출연자로 승진했다.
양은 TV 시리즈 《걸스 파이브 에바》, 《지위》, 《디 아더 투》에 출연했으며, 《아콰피나 이즈 노라 프롬 퀸즈》의 출연진으로도 활동하고 있다. 또한 2022년에 개봉한 LGBTQ 로맨틱 코미디 영화 《파이어 아일랜드》와 《브로스》에 출연한 것으로도 알려져 있다. 매트 로저스와 함께 코미디 팝 컬처 팟캐스트 《라스 컬처리스타스》를 공동 진행하고 있다. 2019년 1월에는 《포브스》 지의 30 언더 30 할리우드 & 엔터테인먼트 명단에 선정되었다.